# Casa d'Orange-Nassau
La Casa d'Orange-Nassau (in olandese Huis van Oranje-Nassau) è l'attuale famiglia reale dei Paesi Bassi, e ha svolto un ruolo centrale sia nella storia di questo Stato sia dell'intera Europa.
La dinastia fu, in origine, un ramo del Casato di Nassau, d'origine tedesca: nel maggio 1515 Enrico III di Nassau-Breda sposò Claudia di Chalon, di origine borgognona. Il loro figlio Renato di Chalon, dopo aver ereditato il Principato di Orange, adottò, per primo, il nuovo cognome "Orange-Nassau" e fu cugino di Guglielmo I d'Orange (noto come "Guglielmo il taciturno" e "Pater Patriae"), il quale si pose a capo della Rivolta Olandese del 1568, che portò alla nascita della Repubblica delle Sette Province Unite.
Alla fine del XVII secolo, un membro della casata divenne anche re d'Inghilterra, nella persona di Guglielmo III, compiendo la Gloriosa rivoluzione, ai danni del cattolico Giacomo II Stuart. Ancora oggi in molti ogni anno celebrano la sua battaglia vittoriosa e i progressi che la democrazia ottenne durante il suo regno, in cui venne pubblicato il Bill of Rights del 1689, con un controverso festival chiamato "The Twelfth".

## Storia

### Origini
La prima persona a essere chiamata conte di Nassau fu Enrico I, vissuto nella prima metà del XIII secolo. La famiglia di Nassau si sposò con la famiglia dei conte di Arnstein (ora Kloster Arnstein): i figli di Enrico, Walram ed Ottone, si divisero i possedimenti di Nassau.
I discendenti di Walram sono conosciuti come "linea di Walram" e sono stati dapprima duchi di Nassau e nel 1890 granduchi del Lussemburgo; i discendenti di Ottone sono conosciuti come "linea ottoniana" e hanno ereditato parti della contea di Nassau, proprietà in Francia e nei Paesi Bassi; da essi deriva la Casa di Orange-Nassau.
Ad Ottone succedette Engelbert I, che offrì i propri servigi al Duca di Borgogna e sposò una nobildonna olandese ereditandone le terre, rendendo così la baronia di Breda il nucleo dei possessi olandesi.
L'importanza dei Nassau si sviluppò durante il quindicesimo ed il sedicesimo secolo. Enrico III di Nassau-Breda fu creato statolder d'Olanda e di Zelanda da Carlo di Gent nell'inizio del XVI secolo; gli succedette Renato di Châlon-Orange nel 1538 che era anche Principe d'Orange. Alla prematura morte di Renato sul campo di battaglia nel 1544 i suoi possedimenti passarono al nipote Guglielmo I d'Orange: da quel momento in poi i membri della famiglia si chiamarono "Orange-Nassau". Guglielmo I fu amico di Carlo V e di suo figlio Filippo II di Spagna.

### Ribellione olandese
Benché Carlo V avesse contrastato la Riforma protestante, governò saggiamente i territori olandesi con moderazione e riguardo per le consuetudini locali, senza perseguitare i suoi sudditi protestanti. Il figlio Filippo II ereditò l'avversione per i protestanti ma non la sua moderazione. Sotto Filippo iniziò una reale persecuzione dei protestanti (pari alla coeva persecuzione cattolica in Inghilterra) e le tasse raggiunsero dei livelli insopportabili. Il malcontento aumentò e Guglielmo d'Orange (nell'infanzia vagamente educato alla religione luterana) si mise alla testa dei rivoltosi (in gran parte calvinisti) dei Paesi Bassi. All'inizio della Guerra degli ottanta anni le cose andarono male per i rivoltosi, ma la fortuna si volse in loro favore quando attaccarono dal Mare del Nord e conquistarono Brielle, una città litoranea nell'attuale Olanda Meridionale: in seguito a questo molte città cominciarono a sostenere Guglielmo I. Durante il decennio a partire dal 1570 dovette difendere il centro dei territori a lui fedeli parecchie volte, ma già a partire dal 1580 le città all'interno erano del tutto sicure: Guglielmo I, così grave ostacolo alle armate spagnole, fu assassinato nel 1584 da un sicario di Filippo II.
Gli succedette il secondogenito Maurizio (creato nel 1585 statolder della Repubblica delle Sette Province Unite), protestante: si dimostrò un comandante militare eccellente. Le sue capacità e la mancanza di un sovrano deciso in Spagna (nel 1598 era morto Filippo II ed il trono era passato al figlio Filippo III) permisero a Maurizio di conquistare gran parte del territorio olandese. Durante i primi anni del diciassettesimo secolo dovette scontrarsi anche contro la nobiltà locale, capeggiata da Johan van Oldebarnevelt, poiché cercava di avere più potere all'interno delle istituzioni della Repubblica. Maurizio vinse questa prova di forza organizzando l'omicidio di Oldebarnevelt.

### Espansione dinastica
Maurizio morì celibe nel 1625 e senza figli e gli succedette il fratellastro Federico Enrico d'Orange, ultimo figlio di Guglielmo I. A questi Maurizio rivolse l'invito di sposarsi appena possibile: alcune settimane dopo la morte del fratellastro, il nuovo stadtholder sposò Amalia di Solms-Braunfels, da cui ebbe un figlio e molte figlie. Le figlie sposarono membri degli Hohenzollern e dei Nassau di Frisia (stadtholders in Frisia) mentre l'unico maschio, Guglielmo, sposò Maria Enrichetta Stuart, la prima figlia di Carlo I d'Inghilterra.

### Dall'esilio al trono inglese
Federico Enrico morì nel 1647 e gli succedette il figlio Guglielmo II. Nel 1648 egli si oppose alla pace di Vestfalia, malgrado essa riconoscesse l'indipendenza dei Paesi Bassi e ponesse fine ad ottant'anni di guerre, poiché segretamente meditava di allearsi con la Francia per aumentare i propri poteri, non solo militari ma anche in tempo di pace. Ciò portò allo scontro con i reggenti delle varie province: nel 1650 venne coinvolto in una discussione con la Provincia d'Olanda e con la potente confederazione dei mercanti di Amsterdam sul tema della riduzione delle truppe sulla linea imposta dalla pace di due anni prima.
Guglielmo si oppose alla riduzione delle armate, fatto che avrebbe diminuito una delle sue basi più potenti. Per evitare questo, Guglielmo imprigionò otto membri dell'assemblea provinciale nel Castello di Loevestein. Inoltre egli inviò il cugino Guglielmo Federico di Nassau-Dietz con un'armata di 10.000 uomini a prendere possesso di Amsterdam con la forza, ma l'intento fallì anche a causa delle pessime condizioni atmosferiche che resero impossibili alcune azioni militari fondamentali. Guglielmo II morì di vaiolo il 6 novembre 1650, lasciando soltanto un figlio postumo, Guglielmo, nato il 14 novembre 1650. Poiché alla morte di Guglielmo II non c'era alcun principe d'Orange, i reggenti colsero l'occasione per dichiarare vacante la carica di statolder.

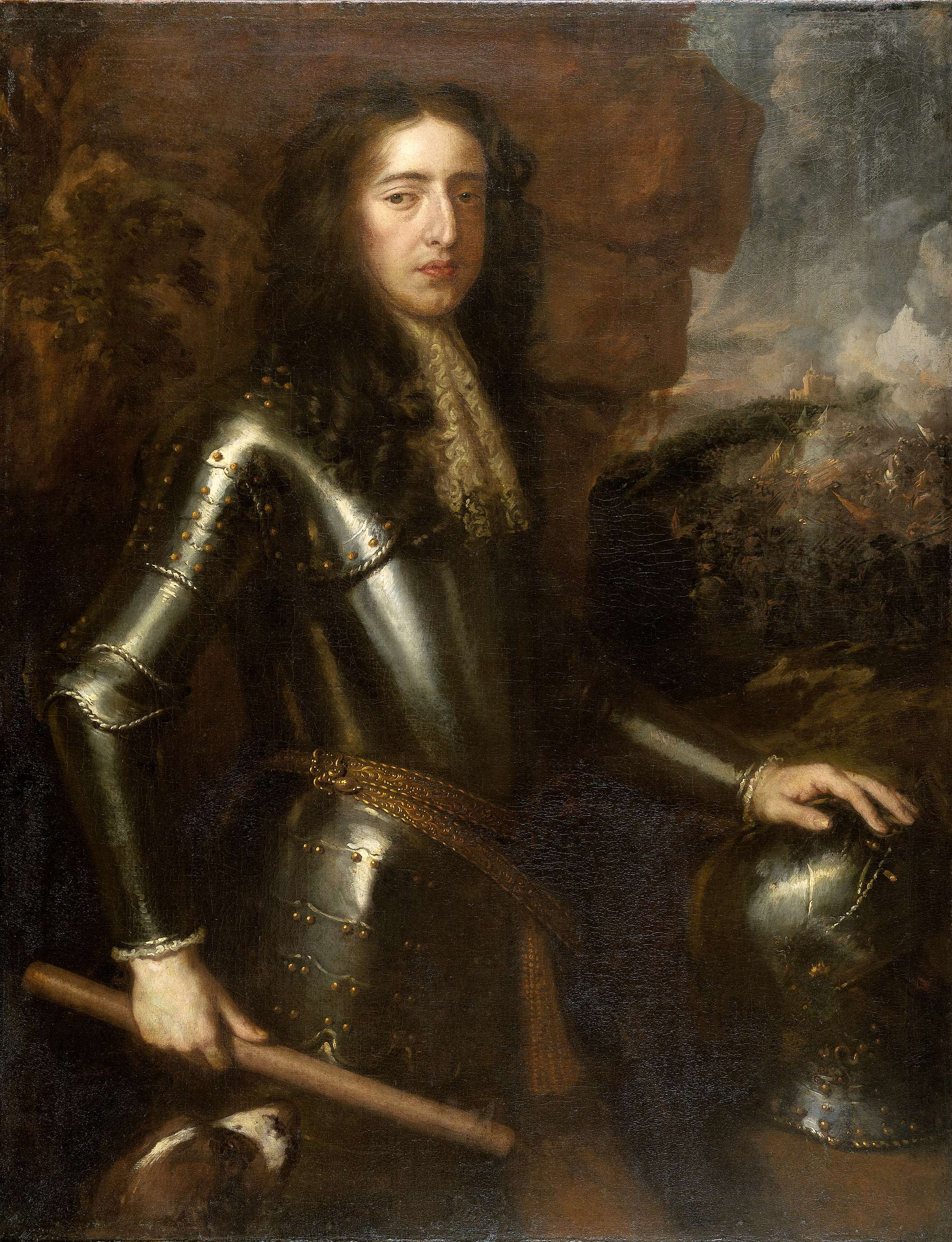
Guglielmo III d'Orange

Al principe neonato si prospettava una vita piena di problemi: dissidi sulla sua educazione sorsero fra sua madre e sua nonna Amalia (che sopravvisse al marito per 28 anni). Se quest'ultima voleva dargli una formazione atta ad aiutarlo nel riappropriarsi del potere avuto finora dalla Casa di Orange, la madre voleva per lui una formazione inglese pura. Il 13 agosto 1651 l'Hoge Raad (l'Alta Corte) stabilì che la potestà fosse affidata congiuntamente a Maria, Amalia e Federico Guglielmo, Elettore di Brandeburgo: il principe prussiano – di confessione protestante – fu scelto per tale onore come parte neutrale, al fine di mediare tra le due donne. Il 25 settembre 1660 le Province Unite decisero di farsi carico dell'educazione di Guglielmo per assicurarsi che egli avrebbe acquisito le necessarie abilità per assolvere le future ed ancora non ben determinate funzioni.
La Repubblica delle Province Unite fu attaccata dalla Francia e dall'Inghilterra nel 1672: la carica militare di statolder non era più superflua e - con il supporto degli orangisti - Guglielmo tornò e fu nominato statolder come Guglielmo III, respingendo con successo l'invasione ed ampliando il proprio potere di molto rispetto ai suoi predecessori durante la Guerra degli Ottant'anni. Nel 1677 sposò Maria Stuart, figlia del futuro re Giacomo II d'Inghilterra e nel 1688 sbarcò in Inghilterra dove depose il suocero, in quanto cattolico, venendo incoronato con la moglie sovrani dell'Inghilterra l'11 aprile 1689. Divenne così uno dei sovrani più potenti in Europa, l'unico in grado di sconfiggere il Re Sole: molti membri della Casa d'Orange in seguito furono ardenti ammiratori del Re-Statolder. Guglielmo III morì senza lasciare eredi per una caduta da cavallo l'8 marzo 1702, lasciando la Casa d'Orange estinta e l'Inghilterra alla cognata Anna I.

### Incertezza dinastica

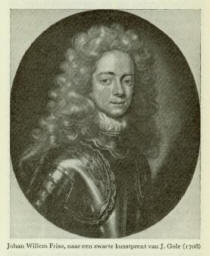
Giovanni Guglielmo Friso, Principe d'Orange

La Dieta delle Province Unite, ritenendo di avere perso gran parte delle proprie libertà, dichiararono la carica di statolder vacante per la seconda volta, approfittando anche dell'incertezza su chi fosse il nuovo Principe d'Orange, conteso tra Giovanni Guglielmo Friso d'Orange ed il re Federico I di Prussia. Entrambi discendevano da Federico Enrico d'Orange: il re Federico I era suo nipote per parte di madre, Luisa Enrichetta d'Orange-Nassau ed era stato nominato successore da Federico Enrico nel caso di estinzione della linea maschile della Casa; Giovanni Guglielmo Friso era un pronipote in linea femminile di Federico Enrico per parte di entrambi i genitori, ed era stato nominato erede da Guglielmo III d'Inghilterra. La soluzione fu di lasciar portare ad entrambi i pretendenti il titolo mentre il problema riguardante il territorio del principato si risolse da sé, quando Luigi XIV lo conquistò nel 1713. Giovanni Guglielmo Friso d'Orange annegò nel 1711 nell'Hollands Diep vicino a Moerdijk e lasciò un figlio postumo, Guglielmo, che fu proclamato statolder di Frisia, Groninga, Gheldria e Drenthe nel 1722 e, in occasione dell'invasione francese del 1747, nominato statolder della Repubblica delle Sette Province Unite, carica ereditaria sia nella linea maschile che femminile.

### Fine della Repubblica delle Province Unite
Guglielmo IV morì nel 1751, lasciando un figlio di tre anni, Guglielmo V di Orange-Nassau come statolder. Poiché era ancora minorenne, i reggenti governarono in sua vece, indebolendo però deliberatamente il carattere del futuro sovrano, educandolo all'indecisione, caratteristica che avrebbe perseguitato Guglielmo per tutta la vita. Il suo matrimonio con Guglielmina di Prussia in parte alleviò questo difetto. L'incapacità di Guglielmo V a governare correttamente ebbe la sua parte di importanza nel crollo della Repubblica olandese, benché le colpe maggiori fossero nei reggenti corrotti. Lo statolder nel 1787 sopravvisse ad un tentativo di rivoluzionari democratici di deporlo (noto come 'Prima Rivoluzione batava') solo grazie all'intervento della Prussia. Quando le armate rivoluzionarie francesi invasero lo stato nel 1795 dovette fuggire per non tornare mai più. Dopo il 1795 la Casa d'Orange-Nassau passò degli anni difficili, vivendo in esilio presso altre corti europee, in particolare quelle di Prussia ed Inghilterra. Guglielmo V morì nel 1806.

### Regno Unito dei Paesi Bassi
I ribelli olandesi cacciarono le truppe napoleoniche nel 1813 e diedero per scontato che qualsiasi tipo di futuro governo avrebbe dovuto essere presieduto dal Principe d'Orange e statolder Guglielmo VI, figlio di Guglielmo V; inoltre furono dell'idea che sarebbe stato meglio se fossero stati loro stessi a restaurarlo nella carica, invece di lasciarlo fare a potenze stranierie.
Dietro invito del governo provvisorio, il principe tornò nei Paesi Bassi il 30 novembre, sostenuto anche dal Regno Unito, che cercava di rafforzare i Paesi Bassi a discapito della Francia, in modo da renderle difficile eventuali accessi ai porti della Manica. Il 6 dicembre Guglielmo iniziò il suo regno da principe sovrano ereditario (precedentemente aveva rifiutato il titolo regio). Nel 1814 gli ex Paesi Bassi Austriaci (ora Belgio) furono aggiunti ai territori da lui governati. Il 15 marzo 1815, con l'approvazione delle grandi potenze riunite nel congresso di Vienna Guglielmo si proclamò re Guglielmo I dei Paesi Bassi e fu inoltre creato granduca del Lussemburgo. I due paesi rimasero comunque separati malgrado l'unico sovrano.
Il Principe d'Orange vantava dei diritti sulle terre di Nassau (Dillenburg, Dietz, Beilstein, Hadamar, Siegen) nella Germania centrale mentre il Re Federico Guglielmo III di Prussia, cognato e primo cugino di Guglielmo aveva iniziato dal 1813 ad avere pretese sul Lussemburgo, che considerava come propria eredità tramite Anna duchessa del Lussemburgo, morta tre secoli prima. Al congresso di Vienna i due cognati giunsero ad uno scambio: Federico Guglielmo ricevette le terre dove aveva originato la casata di Guglielmo I e questi ricevette il Lussemburgo. Entrambi ottennero ciò che era geograficamente più vicino al loro Stato.
Come re del Regno Unito dei Paesi Bassi, Guglielmo provò a creare una cultura comune di matrice olandese, provocando la resistenza nelle parti meridionali dello Stato (che erano state culturalmente e politicamente separate dal nord dal 1581): venne considerato un despota.
Nel 1830 il Belgio dichiarò la propria indipendenza e Guglielmo ingaggiò una guerra disastrosa fino al 1839, quando dovette piegarsi alla pace: con il suo regno originale diviso in due, preferì abdicare l'anno successivo. I poteri del sovrano furono diminuiti sotto il suo successore Guglielmo II dei Paesi Bassi tramite una costituzione, voluta dallo stesso re per impedire che la rivoluzione del 1848 si diffondesse nel paese.

### Guglielmo III e la minaccia di estinzione

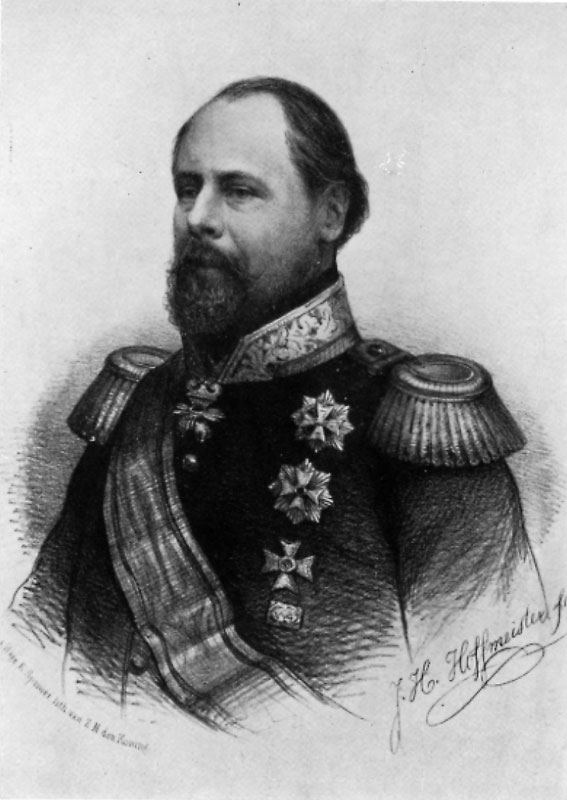
Guglielmo III re dei Paesi Bassi

Guglielmo II morì nel 1849, succeduto da suo figlio Guglielmo III dei Paesi Bassi, un uomo piuttosto conservatore e persino reazionario, che si oppose strenuamente alla costituzione del 1848 e costantemente tentò di formare gabinetti parlamentari regi. Nel 1868 cercò di vendere il Lussemburgo alla Francia, causando quasi una guerra fra questa e la Prussia.
Guglielmo III ebbe un infelice matrimonio con Sofia di Württemberg ed i loro figli morirono o giovani o improle, creando così il timore che la Casa d'Orange-Nassau si estinguesse di nuovo. Dopo la morte di Sofia nel 1877 il re sposò Emma di Waldeck e Pyrmont nel 1879 e l'anno dopo divenne padre di una bambina, la futura regina Guglielmina dei Paesi Bassi. Alla morte di Guglielmo III nel 1890 la Casa d'Orange-Nassau si estinse nella linea maschile e poiché alle femmine non era possibile, per legge salica ereditare il Lussemburgo, il granducato passò alla Casa di Nassau-Weilburg, una linea collaterale. La Casa d'Orange-Nassau rischiò ancora l'estinzione fino al 1909, quando nacque l'unica figlia della regina Guglielmina, la principessa Giuliana; solo la nascita, tra gli anni trenta e gli anni quaranta, delle quattro figlie di Giuliana, ha definitivamente fugato ogni possibile spettro di estinzione.

### Epoca recente

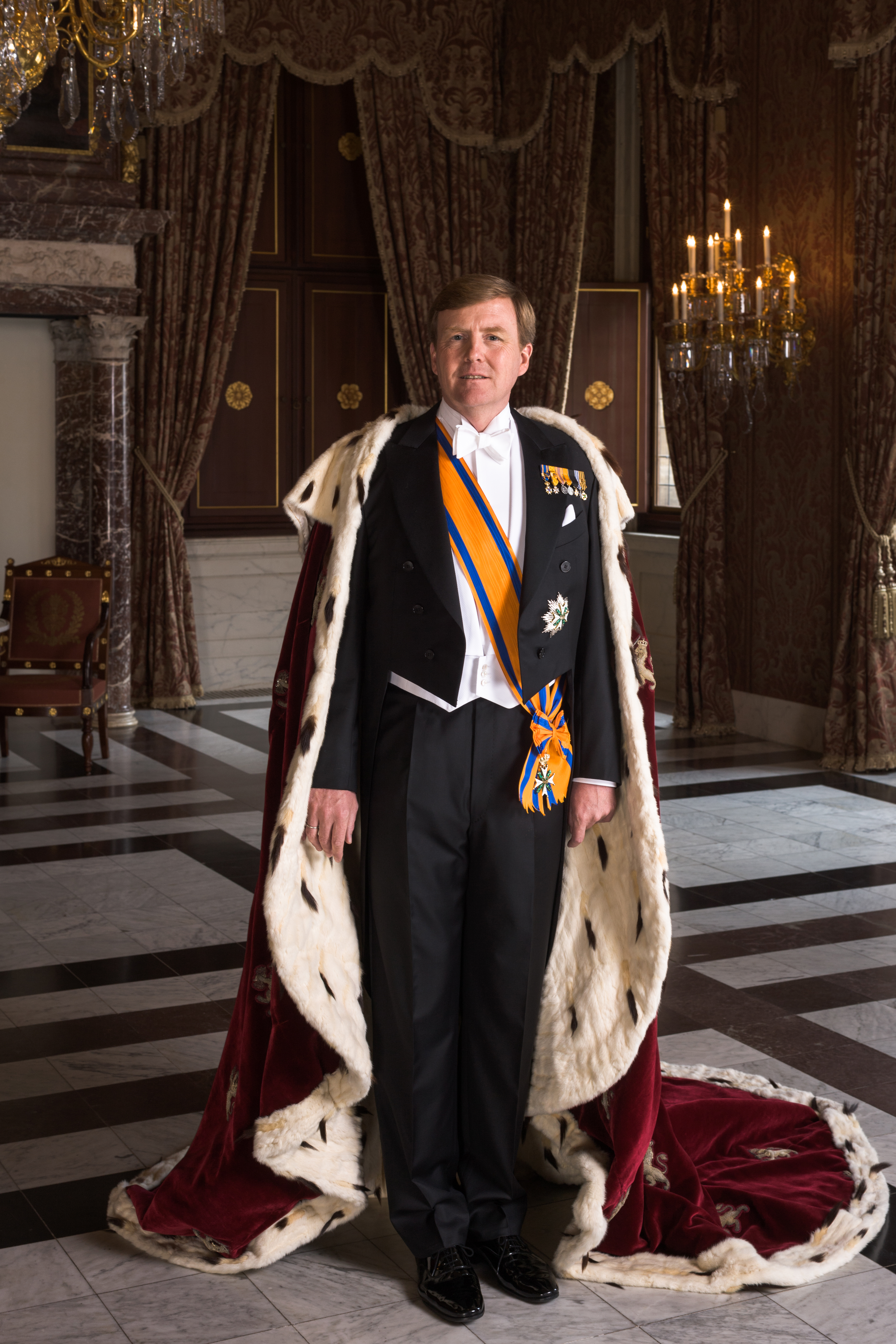
Guglielmo Alessandro, re dei Paesi Bassi

Guglielmina regnò sui Paesi Bassi per 58 anni, dal 1890 al 1948. Poiché aveva solo 10 anni quando salì al trono, sua madre, la regina Emma, fu reggente fino alla sua maggior età, nel 1898. Simbolo della resistenza olandese durante la Seconda guerra mondiale, ridiede lustro ed autorità morale alla Corona. La sua unica figlia, la regina Giuliana, rese la Casa d'Orange più informale e con lei ci si riferisce alla monarchia olandese come la "monarchia in bicicletta", poiché i membri della famiglia reale di quel momento erano soliti andare in bici per la città. Uno scontro politico si ebbe nel 1966, quando l'erede al trono Beatrice decise di sposare Claus van Amsberg, un diplomatico tedesco: il matrimonio di un membro della famiglia reale con un tedesco era discutibile ed inoltre il principe aveva fatto parte da adolescente (per un obbligo statale) della Gioventù hitleriana e successivamente aveva servito nell'esercito del suo paese, la Wehrmacht. Il governo alla fine non si oppose; con il tempo il principe Claus si trasformò in uno dei membri più popolari del Casa Reale e la sua morte nel 2002 addolorò ampiamente la nazione.
Il 30 aprile 1980 Giuliana abdicò in favore della primogenita, Beatrice: sovrana più "professionale" della madre, ha reso ulteriormente popolare la monarchia. Il 27 aprile 1967 ha messo al mondo il principe ereditario Guglielmo Alessandro, primo erede maschio al trono dai tempi dei figli di Guglielmo III; ha sposato Máxima Zorreguieta nel 2002, avendone tre figlie, Caterina Amalia, Alessia ed Arianna.

Il 30 aprile 2013, la regina Beatrice ha abdicato in favore del figlio, che è diventato in tal modo il nuovo re dei Paesi Bassi con il nome di Guglielmo Alessandro.

## Genealogia parziale
Guglielmo I d'Orange (1533 - 1584) - sposò nel 1551 Anna di Egmont (1533 - 1558); sposò in seconde nozze nel 1561 Anna di Sassonia (1544 - 1577); sposò in terze nozze nel 1575 Carlotta di Borbone-Montpensier (1546 - 1582); sposò in quarte nozze nel 1583 Louise de Coligny (1555 - 1620):
1. (I) Filippo Guglielmo (1554 - 1618) - sposò nel 1606 Eleonora di Borbone-Condé (1587 - 1619): senza discendenza;
2. Maria (1556 - 1616) - sposò nel 1595 Filippo di Hohenlohe-Neunstein (1550 - 1606): senza discendenza;
3. (II) Anna (1563 - 1588) - sposò nel 1587 Guglielmo Luigi di Nassau-Dillenburg (1560 - 1620): senza discendenza;
4. Maurizio di Nassau (1567 - 1625):
  1. (ill. con Margaretha van Mechelen) Guglielmo, signore di Lek (1601 - 1627) - sposò Barbara Augustinesdotter Cocx (1602 - 1681):
    1. Guglielmo (1620 - 1679) - sposò Geertruijt Hendriks Mulder (1629 - 1719): con discendenza;

  2. (//) Luigi di Nassau-Beverweerd (1602 - 1665) - sposò nel 1630 Elisabeth van Horne (1605 - 1664): con discendenza;
  3. (ill. con Cornelia Jacobsdochter) Anna (? - 1673) - sposò François de Ferrier;
  4. (ill. con Ursula de Rijck) Elisabetta (1611 - 1679)
  5. (//) Karl (1612 - 1637)
  6. (ill. con Anna van de Kelder) Carel Maurice
  7. (ill. con Deliana de Backer) Eleonora (1620 - 1673) - sposò Gerhard Bernhard von Pöllnitz (1617 - 1679): con discendenza;
5. Emilia (1569 - 1629) - sposò nel 1597 Emanuele del Portogallo (1568 - 1638): con discendenza;
6. (III) Luisa Giuliana (1576 - 1644) - sposò nel 1593 Federico IV del Palatinato (1574 - 1610): con discendenza;
7. Elisabetta (1577 - 1642) - sposò nel 1595 Enrico de La Tour d'Auvergne (1555 - 1623): con discendenza;
8. Caterina Belgica (1578 - 1648) - sposò nel 1596 Filippo II di Hanau-Münzenberg (1576 - 1612): con discendenza;
9. Carlotta Flandrina (1579 - 1640) - entrò in convento
10. Carlotta Brabantina (1580 - 1631) - sposò nel 1598 Claudio de La Trémoille (1566 - 1604): con discendenza;
11. Emilia Anversiana (1581 - 1657) - sposò nel 1616 Federico Casimiro del Palatinato-Zweibrücken-Landsberg (1585 - 1645): con discendenza;
12. (IV) Federico Enrico d'Orange (1584 - 1647) - sposò nel 1625 Amalia di Solms-Braunfels (1602 - 1675):
  1. Guglielmo II d'Orange (1626 - 1650) - sposò nel 1641 Maria Enrichetta Stuart (1631 - 1660):
    1. Guglielmo III d'Inghilterra (1650 - 1702) - sposò nel 1677 Maria II d'Inghilterra (1662 - 1694): senza discendenza;

  2. Luisa (1627 - 1667) - sposò nel 1646 Federico Guglielmo I di Brandeburgo (1620 - 1688): con discendenza;
  3. Enrichetta (1628)
  4. Elisabetta (1630)
  5. Isabella (1632 - 1642)
  6. Albertina (1634 - 1696) - sposò nel 1652 Guglielmo Federico di Nassau-Dietz (1613 - 1664): con discendenza;
  7. Enrichetta (1637 - 1708) - sposò nel 1659 Giovanni Giorgio II di Anhalt-Dessau (1627 - 1693): con discendenza;
  8. Enrico (1639)
  9. Maria (1642 - 1688) - sposò nel 1666 Luigi Enrico di Simmern-Kaiserslautern (1640 - 1674): senza discendenza;
  10. (ill. con Margaretha Bruyns) Federico di Nassau-Zuylestein (1624 - 1672) - sposò nel 1648 Mary Killigrew (1627 - ?):
    1. Guglielmo, I conte di Rochford (1649 - 1709) - sposò Jane Wroth (1659 - 1703): con discendenza;
    2. Enrico (1650 - 1673)

Giovanni Guglielmo Friso d'Orange (1687 - 1711) - sposò nel 1709 Maria Luisa d'Assia-Kassel (1688 - 1765):
1. Amalia (1710 - 1777) - sposò nel 1727 Federico di Baden-Durlach (1703 - 1732): con discendenza;
2. Guglielmo IV di Orange-Nassau (1711 - 1751) - sposò nel 1734 Anna di Hannover (1709 - 1759):
  1. Carolina (1743 - 1787) - sposò nel 1760 Carlo Cristiano di Nassau-Weilburg (1735 - 1788): con discendenza;
  2. Anna (1746)
  3. Guglielmo V di Orange-Nassau (1748 - 1806) - sposò nel 1767 Guglielmina di Prussia (1751-1820):
    1. Luisa (1770 - 1819) - sposò nel 1790 Carlo I di Brunswick-Wolfenbüttel (1766 - 1806): senza discendenza;
    2. Guglielmo I dei Paesi Bassi (1772 - 1843) - sposò nel 1791 Guglielmina di Prussia (1774-1837); sposò in seconde nozze nel 1841 Henriette d'Oultremont de Wégimont (1792 - 1864):
      1. Guglielmo II dei Paesi Bassi (1792 - 1849) - sposò nel 1816 Anna Pavlovna Romanova (1795 - 1865):
        1. Guglielmo III dei Paesi Bassi (1817 - 1890) - sposò nel 1839 Sofia di Württemberg (1818 - 1877); sposò in seconde nozze Emma di Waldeck e Pyrmont (1858 - 1934):
          1. (I) Guglielmo (1840 - 1879)
          2. Maurizio (1843 - 1850)
          3. Alessandro (1851 - 1884)
          4. (II) Guglielmina dei Paesi Bassi (1880 - 1962) - sposò nel 1901 Enrico di Meclemburgo-Schwerin (1876 - 1934):
            1. Giuliana dei Paesi Bassi (1909 - 2004) - sposò nel 1937 Bernardo di Lippe-Biesterfeld (1911 - 2004):
              1. Beatrice dei Paesi Bassi (1938 - viv.) - ha sposato nel 1966 Claus van Amsberg (1926 - 2002):
                1. Willem-Alexander dei Paesi Bassi (1967 - viv.) - ha sposato nel 2002 Máxima Zorreguieta (1972 - viv.):
                  1. Caterina Amalia (2003 - viv.)
                  2. Alexia (2005 - viv.)
                  3. Ariane (2007 - viv.)

                2. Friso (1968 - 2013) - sposò nel 2004 Mabel Wisse Smit:
                  1. Luana (2005 - viv.)
                  2. Zaria (2006 - viv.)

                3. Costantino (1969 - viv.) - ha sposato nel 2001 Laurentien Brinkhorst (1969 - viv.):
                  1. Eloise (2002 - viv.)
                  2. Claus-Casimir (2004 - viv.)
                  3. Leonore (2006 - viv.)

              2. Irene (1939 - viv.) - ha sposato nel 1964, divorziando nel 1981, Carlo Ugo di Borbone-Parma (1930 - 2010): con discendenza;
              3. Margherita (1943 - viv.) - ha sposato nel 1967 Pieter van Vollenhoven (1939 - viv.): con discendenza;
              4. Cristina (1947 - 2019) - sposò nel 1975, divorziando nel 1996 Jorge Pérez y Guillermo (1946 - viv.): con discendenza;

        2. Alessandro (1818 - 1848)
        3. Enrico (1820 - 1879) - sposò nel 1853 Amalia di Sassonia-Weimar-Eisenach (1830 - 1872): senza discendenza;
        4. Ernesto (1822)
        5. Sofia (1824 - 1897) - sposò nel 1842 Carlo Alessandro di Sassonia-Weimar-Eisenach (1818 - 1901): con discendenza;

      2. Federico (1797 - 1881) - sposò nel 1825 Luisa di Prussia (1808-1870):
        1. Luisa (1828 - 1871) - sposò nel 1850 Carlo XV di Svezia (1826 - 1872): con discendenza;
        2. Guglielmo (1833 - 1834)
        3. Guglielmo (1836 - 1846)
        4. Maria (1841 - 1910) - sposò nel 1871 Guglielmo di Wied (1845-1907): con discendenza;

      3. Paolina (1800 - 1806)
      4. Marianna (1810 - 1883) - sposò nel 1830 Alberto di Prussia (1809-1872): con discendenza;

    3. Guglielmo Giorgio (1774 - 1799)